# Machtlos (Breitenbach am Herzberg)
Machtlos ist der kleinste Ortsteil von Breitenbach am Herzberg im osthessischen Landkreis Hersfeld-Rotenburg. 

## Geographische Lage
Machtlos liegt im Südteil des Knüllgebirges rund 1,8 km nordöstlich des Rimberggipfels. Durchflossen wird es vom kleinen Ibra-Zufluss Machtloser Wasser. Durch das Dorf führt die Landesstraße 3294 (Ibra–Machtlos–Breitenbach), die etwa 800 m südöstlich in einem Waldgebiet von der dort zum Rimberg verlaufenden Bundesautobahn 5 überbrückt ist.

## Geschichte
Soweit bekannt erstmals urkundlich erwähnt wird das Dorf im Jahre 1372 mit dem Ortsnamen Machtulffis, ab 1585 wird der Ort Machtloss genannt, bis der Name sich zum heutigen Machtlos wandelte. Der Ort gehörte zum Gericht Breitenbach.
Die Kirche wurde 1772 bis 1780 wieder aufgebaut.
Die Wüstungen Barterode, Tongrube (dann Bergwerk) und Ziegelhütte lagen in der Gemarkung.
Zum 1. August 1972 wurde die im Landkreis Ziegenhain gelegene die bis dahin selbständige Gemeinde Machtlos im Zuge der Gebietsreform in Hessen durch Landesgesetz in die Gemeinde Breitenbach am Herzberg eingegliedert. Für die nach Breitenbach eingegliederten Gemeinden wurde je ein Ortsbezirk mit Ortsbeirat und Ortsvorsteher nach der Hessischen Gemeindeordnung gebildet.

## Bevölkerung

### Einwohnerstruktur 2011
Nach den Erhebungen des Zensus 2011 lebten am Stichtag, dem 9. Mai 2011, in Machtlos 126 Einwohner. Darunter waren keine Ausländer.
Nach dem Lebensalter waren 27 Einwohner unter 18 Jahren, 66 zwischen 18 und 49, 24 zwischen 50 und 64 und 24 Einwohner waren älter. Die Einwohner lebten in 45 Haushalten. Davon waren 9 Singlehaushalte, 6 Paare ohne Kinder und 24 Paare mit Kindern, sowie 9 Alleinerziehende und keine Wohngemeinschaften. In 3 Haushalten lebten ausschließlich Senioren und in 27 Haushaltungen lebten keine Senioren.

### Einwohnerentwicklung
| Quelle: Historisches Ortslexikon |                                  |
| • 1585:                          | 35 Hausgesesse                   |
| • 1639:                          | keine Angaben                    |
| • 1681:                          | 9 Hausgesesse, ein Ausschuss     |
| • 1781:                          | 24 Wohnhäuser mit 126 Einwohnern |

| Machtlos: Einwohnerzahlen von 1781 bis 2011 | Machtlos: Einwohnerzahlen von 1781 bis 2011 | Machtlos: Einwohnerzahlen von 1781 bis 2011 | Machtlos: Einwohnerzahlen von 1781 bis 2011 | Machtlos: Einwohnerzahlen von 1781 bis 2011 |
| --- | ------------------------------------------- | ------------------------------------------- | ------------------------------------------- | ------------------------------------------- |
| Jahr |                                             |                                             |                                             | Einwohner                                   |
| 1781 | 1781                                        |                                             | 126                                         | 126                                         |
| 1800 | 1800                                        |                                             | ?                                           | ?                                           |
| 1834 | 1834                                        |                                             | 214                                         | 214                                         |
| 1840 | 1840                                        |                                             | 214                                         | 214                                         |
| 1846 | 1846                                        |                                             | 205                                         | 205                                         |
| 1852 | 1852                                        |                                             | 197                                         | 197                                         |
| 1858 | 1858                                        |                                             | 210                                         | 210                                         |
| 1864 | 1864                                        |                                             | 204                                         | 204                                         |
| 1871 | 1871                                        |                                             | 203                                         | 203                                         |
| 1875 | 1875                                        |                                             | 189                                         | 189                                         |
| 1885 | 1885                                        |                                             | 201                                         | 201                                         |
| 1895 | 1895                                        |                                             | 183                                         | 183                                         |
| 1905 | 1905                                        |                                             | 192                                         | 192                                         |
| 1910 | 1910                                        |                                             | 187                                         | 187                                         |
| 1925 | 1925                                        |                                             | 182                                         | 182                                         |
| 1939 | 1939                                        |                                             | 180                                         | 180                                         |
| 1946 | 1946                                        |                                             | 258                                         | 258                                         |
| 1950 | 1950                                        |                                             | 250                                         | 250                                         |
| 1956 | 1956                                        |                                             | 198                                         | 198                                         |
| 1961 | 1961                                        |                                             | 182                                         | 182                                         |
| 1967 | 1967                                        |                                             | 166                                         | 166                                         |
| 1970 | 1970                                        |                                             | 178                                         | 178                                         |
| 1980 | 1980                                        |                                             | ?                                           | ?                                           |
| 1990 | 1990                                        |                                             | ?                                           | ?                                           |
| 2000 | 2000                                        |                                             | ?                                           | ?                                           |
| 2011 | 2011                                        |                                             | 126                                         | 126                                         |
| Datenquelle: Historisches Gemeindeverzeichnis für Hessen: Die Bevölkerung der Gemeinden 1834 bis 1967. Wiesbaden: Hessisches Statistisches Landesamt, 1968. Weitere Quellen: LAGIS; Zensus 2011 |                                             |                                             |                                             |                                             |

### Historische Religionszugehörigkeit
| Quelle: Historisches Ortslexikon |                                                                  |
| • 1861:                          | 216 evangelisch-reformierte Einwohner                            |
| • 1885:                          | 201 evangelische (= 100 %) Einwohner                             |
| • 1961:                          | 179 evangelische (= 98,35 %), 3 katholische (= 1,65 %) Einwohner |

### Historische Erwerbstätigkeit
| • 1781: | 9 Ackerleute, 4 Leineweber, zwei Wagner, drei Leineweber, ein Schmied, drei Tagelöhner, ein Ziegelbrenner, zwei Weibspersonen, die tagelohnen und spinnen |
| • 1838  | Familien: 14 Ackerbau, 18 Gewerbe, 12 Tagelöhner |
| • 1961  | Erwerbspersonen: 64 Land- und Forstwirtschaft, 27 produzierendes Gewerbe, 3 Handel und Verkehr, 6 Dienstleistungen und Sonstiges                          |

## Politik
Für Machtlos besteht ein Ortsbezirk (Gebiete der ehemaligen Gemeinde Machtlos) mit Ortsbeirat und Ortsvorsteher nach der Hessischen Gemeindeordnung. Der Ortsbeirat besteht aus drei Mitgliedern.
Bei den Kommunalwahlen in Hessen 2021 betrug die Wahlbeteiligung zum Ortsbeirat Machtlos 72,55 %. Alle Kandidaten gehörten der „Gemeinschaftsliste Machtlos“ an. Der Ortsbeirat wählte Karlheinz Müller-Stender zum Ortsvorsteher.